# کانادا پسیفیک (فیلم)
«کانادا پسیفیک» (انگلیسی: Canadian Pacific (film)) فیلمی در ژانر وسترن به کارگردانی ادوین ال مارین است که در سال ۱۹۴۹ منتشر شد. از بازیگران آن می‌توان به راندولف اسکات، جین وایت، و جی. کارول نایش اشاره کرد.